# Área metropolitana de Fort Wayne
El área metropolitana de Fort Wayne o Área Estadística Metropolitana de Fort Wayne, IN MSA como la denomina oficialmente la Oficina de Administración y Presupuesto, es un Área Estadística Metropolitana centrada en la ciudad de Fort Wayne, en el estado estadounidense de Indiana. El área metropolitana tiene una población de 416.257 habitantes según el Censo de 2010, convirtiéndola en la 121.º área metropolitana más poblada de los Estados Unidos.

## Composición
Los 3 condados del área metropolitana, junto con su población según los resultados del censo 2010:
- Allen – 56.640 habitantes
- Wells – 274.569 habitantes
- Whitley – 70.002 habitantes

## Principales comunidades del área metropolitana
Ciudad principal 
- Fort Wayne

Otras comunidades con más de 1.000 habitantes
- Bluffton
- Churubusco
- Columbia City
- Grabill
- Huntertown
- Leo-Cedarville
- Markle
- Monroeville
- New Haven
- Ossian
- South Whitley
- Woodburn